# Banca centrale dell'Armenia
La banca centrale dell'Armenia è la banca centrale dello stato asiatico dell'Armenia.
Le monete e le banconote ufficiali che stampano e coniano è il dram armeno.